# Eligio de Mateo Sousa
Eligio de Mateo Sousa (Madrid, 29 de noviembre de 1908-Cuernavaca, 2001) fue un político, docente y empresario hispano-mexicano.

## Biografía
Nació en Madrid el 29 de noviembre de 1908. Sobrino de Dolores Rivas Cherif, estuvo emparentado con el político republicano Manuel Azaña. Cursó estudios de Ciencias Químicas por la Universidad Central de Madrid, donde se licenciaría en 1931. Antes de la proclamación de la Segunda República estuvo inmerso en los movimientos estudiantiles, llegando a formar parte de la Federación Universitaria Escolar (FUE). Tras la instauración de la República, en abril de 1931, fue la persona que ideó y organizó cadenas humanas para proteger el Palacio Real de Madrid de posibles agresiones —en un momento en que el rey Alfonso XIII y su familia estaban allí—.
Tras el estallido de la Guerra civil se unió a las milicias populares, integrándose posteriormente en la estructura del Ejército Popular de la República. Llegaría a ejercer como jefe de Estado Mayor de la 27.ª División, entre abril y diciembre de 1937. Al final de la contienda se exilió en México, junto a otros exiliados españoles.
En México se dedicaría a la docencia, llegando a impartir clases en la Universidad Nacional Autónoma de México y en el Instituto Politécnico Nacional. También fue fundador del Instituto Luis Vives en Ciudad de México. Fundó una empresa especializada en la producción de pigmentos inorgánicos, colorantes y auxiliares del cemento. Siguió ligado al exilio republicano llegando a formar parte del Centro Republicano Español en México. Falleció en Cuernavaca en 2001.

## Obras
- —— (2004). Memorias de un republicano español. México D.F./Guernica: UNAM.